# Улыбка волатильности
Улыбка волатильности (volatility smile) — в сфере финансов — зависимость вмененной (implied) волатильности опционов от страйка. Под вмененной волатильностью понимается обычно параметр волатильности в формулах оценки опционов типа Блэка/Блэка-Шоулза, при которых модельная оценка стоимости опциона с данным страйком совпадает с рыночной ценой такого опциона. Название связано с тем, что графическое изображение такой зависимости в некоторых случаях имеет форму «улыбки» с минимумом около ATM-страйка. Совокупность улыбок волатильности для разных срочностей образуют поверхность волатильности (фактически это функция двух переменных — срока и страйка опциона).
Сама модель Блэка — Шоулза никакой зависимости волатильности от страйка не предполагает (допускается зависимость лишь от срока опциона в случае когда волатильность предполагается детерминированной функцией времени). Улыбка волатильности возникает в силу неточности логнормальной модели, лежащей в основе формулы Блэка-Шоулза. Улыбка волатильности возникает также и в рамках формулы Башелье (здесь улыбка «абсолютной» волатильности в отличие от «относительной» волатильности Блэка) также в силу неточности нормальной модели.
Улыбка волатильности может «объясняться» альтернативными моделями оценки опционов, например, в некоторой степени улыбка волатильности Блэка возникает в рамках логнормальной модели со сдвигом (shifted) или в рамках более общей CEV-модели, содержащей в качестве предельных случаев модели Башелье и Блэка. Более эффективно моделировать улыбку (и в целом поверхность) волатильности позволяют модели стохастической волатильности (например, SABR)

## Формальное определение
Рассмотрим понятие улыбки волатильности на примере модели Блэка / Блэка-Шоулза. Вмененной (спот-) волатильностью для опциона срочности T и страйка K называется величина {\displaystyle \sigma (K,T)}, являющаяся решением уравнения:
{\displaystyle V^{M}(K,T)=zP(0,T)[F_{T}N(zd)-KN(z(d-v_{T})],\quad d={1 \over v_{T}}\ln {F_{T} \over K}+0.5v_{T},\quad v_{T}=\sigma (K,T){\sqrt {T}}}
где
{\displaystyle V^{M}(K,T)} — рыночная цена соответствующего опциона
{\displaystyle z} — индикатор типа опциона (колл z=1, пут z=-1)
{\displaystyle F_{T}} — форвардная цена базисного актива
{\displaystyle P(0,T)} — дисконт-фактор
Функция двух переменных {\displaystyle \sigma (K,T)} представляет собой поверхность волатильности. Часто вместо страйка используют отношение форварда и страйка (или наоборот, или логарифм этой величины, или более сложный вариант — дельту опциона). При фиксированном сроке эта функция одной переменной, которая и представляет собой улыбку волатильности. Если же фиксируется страйк, то имеем срочную структуру волатильности.

## Формула Дюпиэра
{\displaystyle {\frac {\partial C}{\partial T}}={\frac {1}{2}}\sigma ^{2}(K,T;S_{0})K^{2}{\frac {\partial ^{2}C}{\partial K^{2}}}-(r-d)K{\frac {\partial C}{\partial K}}-dC}